# Leonora Dori
Leonora Dori Galigaï (1571 - 8 de julho de 1617) foi uma cortesã francesa de origem italiana, favorita da regente francesa Maria de Médici, mãe do rei Luís XIII da França. Galigaï era casada com Concino Concini, posteriormente marquês e marechal d'Ancre, durante o reinado de Marie como rainha mãe e regente da França.

## Vida
Galigaï sofria de depressões debilitantes e espasmos paralisantes, que podem ter sido sintomas de epilepsia, que a rainha e seus cortesãos acreditavam ser devidos à possessão demoníaca, mas que eram resistentes ao exorcismo. Ela foi tratada pelo médico judiciário italiano-judeu nascido em Portugal, de Marie e Luís XIII: Filotheo Eliau Montalto (falecido em 1616).
Em uma época em que as pessoas acreditavam em bruxaria, feitiçaria, magia e possessão demoníaca, Galigaï foi contratada pela rainha para realizar exorcismos e magia branca para combater a magia negra e maldições . Ela ganhava enormes somas de dinheiro por essas tarefas, bem como de subornos para dar às pessoas acesso à rainha. Galigaï acumulou uma enorme fortuna, que ela investiu em bancos e imóveis na França e na Itália.
Em 1610, o rei Henrique IV , marido de Marie de Medici, foi assassinado e sua viúva tornou-se a rainha-mãe de Luís XIII e a regente da França. Depois que Concini foi assassinado por seus inimigos políticos em 1617, sua esposa Galigaï foi presa, aprisionada em Blois e acusada de Lèse-majesté por praticar magia negra, feitiçaria e " judaizante ". Galigaï foi julgada culpada de ter enfeitiçado a regente. Ela foi decapitada e seu corpo posteriormente queimado na fogueira na Place de Grève, em Paris.

## Legado
A vida de Galigaï é o tema da tragédia de 1831 de Alfred de Vigny , La Maréchale d'Ancre .